# 東北観光推進機構
一般社団法人 東北観光推進機構（いっぱんしゃだんほうじん とうほくかんこうすいしんきこう、英: Tohoku Tourism Promotion Organization）は、東北地方の官民が設立した観光振興団体である。観光庁登録日本版DMO。

## 概要・業務内容
東北観光推進機構は2007年6月に東北地方の経済界及び青森県、岩手県、秋田県、宮城県、山形県、福島県、新潟県、仙台市などにより、観光振興のため設立された。2017年4月に一般社団法人化し、同年11月に観光庁登録日本版DMOとなった。

## 沿革
- 2007年1月 - 東北観光推進機構（仮称）設立準備会設立[2]
- 2007年6月7日 - 東北六県観光推進協議会、東北広域観光推進協議会を統合し、東北観光推進機構発足（初代会長：幕田圭一東北経済連合会会長）[3][2]
- 2017年4月1日 - 一般社団法人東北観光推進機構設立[4][1]
- 2017年11月28日 - 観光庁より日本版DMO（広域連携DMO）として正式登録社団法人認可を受ける[1][5]